# Briefmarken-Jahrgang 1921 der Deutschen Reichspost
Der Briefmarken-Jahrgang 1921 der Deutschen Reichspost umfasste vier Sondermarken und zwanzig Dauermarken, sowie zwei Dienstmarken. Zu den Briefmarken gibt es keine verlässlichen Angaben zu der Auflagenhöhe.

## Liste der Ausgaben und Motive
Legende
- Bild: Eine bearbeitete Abbildung der genannten Marke. Das Verhältnis der Größe der Briefmarken zueinander ist in diesem Artikel annähernd maßstabsgerecht dargestellt. Sollten keine Marken abgebildet sein, liegt es daran, dass das Urheberrecht des Künstlers noch nicht erloschen ist.
- Beschreibung: Eine Kurzbeschreibung des Motivs und/oder des Ausgabegrundes. Bei ausgegebenen Serien oder Blocks werden die zusammengehörigen Beschreibungen mit einer Markierung versehen eingerückt.
- Wert: Der Frankaturwert der einzelnen Marke in Pfennig. Ein „+“ bedeutet, dass es sich um eine Zuschlagsmarke handelt (= Frankaturwert + Spende).
- Ausgabedatum: Das Datum des erstmaligen Verkaufs dieser Briefmarke.
- Gültig bis: Das Datum, an dem die Gültigkeit endete.
- Auflage: Soweit bekannt, wird hier die zum Verkauf angebotene Anzahl dieser Ausgabe angegeben.
- Entwurf: Soweit bekannt, wird hier angegeben, von wem der Entwurf dieser Marke stammt.
- Mi.-Nr.: Diese Briefmarke wird im Michel-Katalog unter der entsprechenden Nummer gelistet.

| Sondermarken |                                                         |                  |                        |                    |                      |         |
| Bild         | Beschreibung                                            | Werte in Pfennig | Ausgabe- datum (1921)  | gültig bis         | Entwurf              | MiNr.   |
|              | Germania (IX) mit Aufdruck                              | 1,60 Mark        | August                 | 20. Januar 1922    | Paul Eduard Waldraff | 154     |
|              |                                                         | 3 Mark           | August                 | 20. Januar 1922    | Paul Eduard Waldraff | 155     |
|              |                                                         | 5 Mark           | August                 | 20. Januar 1922    | Paul Eduard Waldraff | 156     |
|              |                                                         | 10 Mark          | August                 | 20. Januar 1922    | Paul Eduard Waldraff | 157     |
| Dauermarken  |                                                         |                  |                        |                    |                      |         |
| Bild         | Beschreibung                                            | Werte in Pfennig | Ausgabe- datum (1921)  | gültig bis         | Entwurf              | MiNr.   |
|              | Serie Ziffern, Arbeiter, Posthorn - Ziffern im Rechteck | 5                | Mai Mai 1922           | 30. September 1923 | Geiger               | 158 177 |
|              | - Ziffern im Rechteck                                   | 10               | Mai Februar 1922       | 30. September 1923 | Geiger               | 159 178 |
|              | - Ziffern im Rechteck                                   | 15               | August Mai 1922        | 30. September 1923 | Geiger               | 160 179 |
|              | - Ziffern im Rechteck                                   | 25               | August März 1922       | 30. September 1923 | Geiger               | 161 180 |
|              | - Ziffern im Rechteck                                   | 30               | Mai Mai 1922           | 30. September 1923 | Geiger               | 162 181 |
|              | - Ziffern im Rechteck                                   | 40               | August Januar 1922     | 30. September 1923 | Geiger               | 163 182 |
|              | - Ziffern im Rechteck                                   | 50               | Mai Januar 1922        | 30. September 1923 | Geiger               | 164 183 |
|              | - Schmiede-Arbeiter                                     | 60               | Oktober Januar 1922    | 30. September 1923 | Paul Neu             | 165 184 |
|              | - Ziffern im Rechteck                                   | 75               | - August 1922          | 30. September 1923 | Geiger               | - 185   |
|              | - Schmiede-Arbeiter                                     | 80               | Oktober März 1922      | 30. September 1923 | Paul Neu             | 166 186 |
|              | - Bergmänner                                            | 100              | Oktober Januar 1922    | 30. September 1923 | Paul Neu             | 167 187 |
|              | - Bergmänner                                            | 120              | Oktober Mai 1922       | 30. September 1923 | Paul Neu             | 168 188 |
|              | - Landwirtschaftliche Arbeiter                          | 150              | Oktober März 1922      | 30. September 1923 | Paul Neu             | 169 189 |
|              | - Landwirtschaftliche Arbeiter                          | 160              | Oktober Mai 1922       | 30. September 1923 | Paul Neu             | 170 190 |
|              | - Posthorn                                              | 2 Mark           | Dezember Januar 1922   | 30. September 1923 | Szesztokat           | 171 191 |
|              | - Posthorn                                              | 3 Mark           | Dezember Dezember 1921 | 30. September 1923 | Szesztokat           | 172 192 |
|              | - Posthorn                                              | 4 Mark           | Dezember Januar 1922   | 30. September 1923 | Szesztokat           | 173 193 |
|              | - Ziffern im Queroval                                   | 5 Mark           | September Februar 1922 | 30. September 1923 | Haas                 | 174 194 |
|              | - Ziffern im Queroval                                   | 10 Mark          | September März 1922    | 30. September 1923 | Haas                 | 175 195 |
|              | - Landwirt mit Pferd und Pflug                          | 20 Mark          | September Mai 1922     | 30. September 1923 | Scharff              | 176 196 |
| Dienstmarken |                                                         |                  |                        |                    |                      |         |
| Bild         | Beschreibung                                            | Werte in Pfennig | Ausgabe- datum (1921)  | gültig bis         | Entwurf              | MiNr.   |
|              | Dienstmarken Wertziffern                                | 10               | Februar 1921           | 30. September 1923 |                      | 65      |
|              | Wertziffern                                             | 60               | Mai 1921               | 30. September 1923 |                      | 66      |